# Ginásio Clube de Alcobaça
Maillots
Le Ginásio Clube de Alcobaça est un club de football portugais basé à Alcobaça. Pour la saison 2012-2013, le club évolue en quatrième division nationale.

## Histoire
Le Ginásio Clube de Alcobaça est fondé en 1946. Le club à commencer un peu plus tôt que sa date de fondation, a évolué en seconde division sous un autre nom. Sans particulièrement briller pendant les deux années l'avant la naissance du Ginásio, le club fête pour sa première année sous son nouveau nom, son premier titre dès sa première saison en 1946-1947 au Championnat de Leiria. Depuis le Ginásio évolue chaque année en deuxième division, et remporte un championnat de district sans toutefois s'imposer jusqu'à la saison 1951-1952 où le club est relégué en deuxième division.
Pour la saison 1952-1953, le club de Alcobaça découvre la troisième division et malgré une première place pour sa première saison dans sa série, le club ne remonte pas. Le club reste de longues saisons jusqu'à la saison 1978-1979 en troisième division, ou cette saison-là le club finit à la première place et accède à nouveau en seconde division. Pour cette saison 1979-1980 le club parvient à se maintenir en deuxième division, et les saisons suivantes le club parvient à faire mieux et réalise ainsi ses plus belles années de son histoire. Après une sixième place, c'est la première place qui est synonyme de promotion pour la première division pendant la saison 1981-1982. La saison 1982-1983, le club ne parvient pas à se maintenir, et le club est relégué par la même occasion.
Malgré une troisième place en deuxième division pendant la saison 1983-1984, le club peine à faire mieux les saisons suivantes et se voit même relégué pendant la saison 1985-1986. La saison 1986-1987 le club évolue en troisième division et ne parvient pas à remonter. Malgré une cinquième place pendant la saison 1989-1990, le club est promu automatiquement, à la suite de la création d'une nouvelle deuxième division, la Liga de Honra. La saison 1990-1991 le Ginásio de Alcobaça finit à la dix-neuvième place, et se voit ainsi relégué. Les saisons suivantes ne sont guère mieux, le club est à nouveau relégué et se voit ainsi en district peu après avoir fini à la dix-septième place. Malgré une remontée de district la saison suivante, le club redescend à nouveau pendant la saison 1993-1994.
Le club tarde un peu, mais remonte pendant la saison 1995-1996 en quatrième division. À peine une saison, et le club est à nouveau relégué pendant la saison 1996-1997. Les années qui suivent ne sont guère glorieuses, cependant le club remporte le championnat du district durant la saison 2000-2001. La suite, le club réalise un parcours d’ascenseur, avec une relégation durant la saison 2001-2002 en terminant à la quinzième place, puis la saison 2002-2003 en finissant deuxième du district, avant que la saison 2003-2004 en quatrième division nationale le club termine quatorzième et se voit relégué à nouveau. Le club parvient tout de même à remonter la saison qui suit, cette fois-ci en finissant premier du district, et également en remportant la coupe du district.
Le Ginásio arrive tout de même à se stabiliser pendant la saison 2005-2006, mais cela est de courte durée car pendant la saison 2007-2008 le Ginásio est relégué à nouveau vers le district. C'est seulement pendant la saison 2010-2011 que le club remonte à nouveau en terminant premier au classement, actuellement le club de Alcobaça se situe à la huitième place de quatrième division nationale.

## Joueurs emblématiques
- Wilson
- António Fonseca
- Vítor Santos

## Palmarès
| Compétitions nationales | Compétitions régionales |
| --- | --- |
| - Championnat du Portugal (0) - Meilleure performance : 16e (1982-83) - Coupe du Portugal (0) - Meilleure performance : 1/2 finale (1981-82) | - Championnat de 1re division de l'AF Leiria (11) - Champion : 1946-47, 1950-51, 1953-54, 1955-56, 1957-58, 1958-59, 1971-72, 1992-93, 1995-96, 2000-01, 2010-11 - Coupe de l'AF Leiria (1) - Champion : 2004-05 |